# Олексій II (князь Феодоро)
Олексій II Гаврас або Олексій II Габрас (? - †1444)) — князь держави Феодоро в Криму в 1434-1444 роках з династії Гаврасів.

## Життєпис
Був сином князя держави Феодоро Олексія I Гавраса. У 1433-1441 роках очолював розпочату батьком війну проти Генуезької колонії Кафа в Криму. Війна проходила з перемінним успіхом і закінчилося без будь-яких значних територіальних придбань чи втрат для обох сторін. Було відновлено фортецю і порт Каламіта, володіння якої було визнано Генуєю за Феодоро згідно мирної угоди 1441 року. 
Його братами були правителі Феодоро: Іван Гаврас (1444–1460) та Ісак Гаврас (1471–1474). Його сином був князь Александр .